# Kylko Tales
Kylko Tales je česká freeware RPG hra z roku 2004. Jde o jednu z prvních her vývojáře známého jako Rebel. Ten je známý hlavně díky hrám Broken Hearts a Forbidden Saga. V roce 2009 Rebel vytvořil remake hry. V této nové verzi hry byl přidán i druhý konec.

## Příběh
Na začátku si hráč vybere ze dvou postav, Kylka a Samanthy. Hlavní postava se poté ocitá v bažinách a začne pršet. Rozhodne se ukrýt v nedaleké kapli, ale okamžitě po vstupu je zde uvězněná a nezbývá jí nic jiného, než najít nějakou jinou cestu ven.